# Молодіжний чемпіонат Європи з футболу 1978
Чемпіонат Європи з футболу 1978 серед молодіжних команд — міжнародний футбольний турнір під егідою УЄФА серед молодіжних збірних команд країн зони УЄФА. Переможцем турніру стала молодіжна збірна команда Югославії, яка у фінальній серії з двох матчів переграла молодіжну збірну НДР.

## Кваліфікація

### Група 1
|   |        | І | В | Н | П | МЗ | МП | О |
| - | ------ | - | - | - | - | -- | -- | - |
| 1 | Данія  | 4 | 2 | 1 | 1 | 10 | 5  | 5 |
| 2 | Польща | 4 | 2 | 0 | 2 | 7  | 10 | 4 |
| 3 | Швеція | 4 | 1 | 1 | 2 | 6  | 8  | 3 |

| Результати матчів | Результати матчів | Результати матчів | Результати матчів | Результати матчів | Результати матчів |
| Дата              | Господарі         | Рахунок           | Гості             | Місто             |                   |
| ----------------- | ----------------- | ----------------- | ----------------- | ----------------- | ----------------- |
| 28 жовтня 1976    | Данія             | 2–0               | Швеція            | Копенгаген        |                   |
| 30 квітня 1977    | Данія             | 6–2               | Польща            | Слагельсе         |                   |
| 18 травня 1977    | Швеція            | 2–0               | Польща            | Кальмар           |                   |
| 16 червня 1977    | Швеція            | 2–2               | Данія             | Гельсінборг       |                   |
| 20 вересня 1977   | Польща            | 1–0               | Данія             | Новий Сонч        |                   |
| 27 жовтня 1977    | Польща            | 4–2               | Швеція            | Ополе             |                   |

### Група 2
|   |            | І | В | Н | П | МЗ | МП | О |
| - | ---------- | - | - | - | - | -- | -- | - |
| 1 | Італія     | 4 | 3 | 0 | 1 | 13 | 3  | 6 |
| 2 | Португалія | 4 | 3 | 0 | 1 | 7  | 5  | 6 |
| 3 | Люксембург | 4 | 0 | 0 | 4 | 2  | 14 | 0 |

| Результати матчів | Результати матчів | Результати матчів | Результати матчів | Результати матчів | Результати матчів |
| Дата              | Господарі         | Рахунок           | Гості             | Місто             |                   |
| ----------------- | ----------------- | ----------------- | ----------------- | ----------------- | ----------------- |
| 28 листопада 1976 | Люксембург        | 1–2               | Португалія        | Еш-сюр-Альзетт    |                   |
| 23 грудня 1976    | Португалія        | 1–0               | Італія            | Фуншал            |                   |
| 9 лютого 1977     | Італія            | 4–0               | Люксембург        | Комо              |                   |
| 12 жовтня 1977    | Італія            | 4–1               | Португалія        | Віченца           |                   |
| 29 жовтня 1977    | Португалія        | 3–0               | Люксембург        | Лісабон           |                   |
| 12 листопада 1977 | Люксембург        | 1–5               | Італія            | Еш-сюр-Альзетт    |                   |

### Група 3
|   |           | І | В | Н | П | МЗ | МП | О |
| - | --------- | - | - | - | - | -- | -- | - |
| 1 | НДР       | 4 | 3 | 1 | 0 | 13 | 3  | 7 |
| 2 | Туреччина | 4 | 1 | 2 | 1 | 5  | 8  | 4 |
| 3 | Австрія   | 4 | 0 | 1 | 3 | 5  | 12 | 1 |

| Результати матчів | Результати матчів | Результати матчів | Результати матчів | Результати матчів | Результати матчів |
| Дата              | Господарі         | Рахунок           | Гості             | Місто             |                   |
| ----------------- | ----------------- | ----------------- | ----------------- | ----------------- | ----------------- |
| 16 листопада 1976 | Туреччина         | 1–1               | НДР               | Бурса             |                   |
| 17 квітня 1977    | Австрія           | 2–2               | Туреччина         | Відень            |                   |
| 24 вересня 1977   | Австрія           | 1–6               | НДР               | Відень            |                   |
| 11 жовтня 1977    | НДР               | 2–1               | Австрія           | Ерфурт            |                   |
| 29 жовтня 1977    | Туреччина         | 2–1               | Австрія           | Маніса            |                   |
| 15 листопада 1977 | НДР               | 4–0               | Туреччина         | Магдебург         |                   |

### Група 4
|   |          | І | В | Н | П | МЗ | МП | О |
| - | -------- | - | - | - | - | -- | -- | - |
| 1 | Болгарія | 4 | 4 | 0 | 0 | 5  | 1  | 8 |
| 2 | Бельгія  | 4 | 1 | 1 | 2 | 3  | 4  | 3 |
| 3 | Франція  | 4 | 0 | 1 | 3 | 3  | 6  | 1 |

| Результати матчів | Результати матчів | Результати матчів | Результати матчів | Результати матчів | Результати матчів |
| Дата              | Господарі         | Рахунок           | Гості             | Місто             |                   |
| ----------------- | ----------------- | ----------------- | ----------------- | ----------------- | ----------------- |
| 3 вересня 1976    | Франція           | 1–1               | Бельгія           | Ам'єн             |                   |
| 10 жовтня 1976    | Франція           | 0–1               | Болгарія          | Гавр              |                   |
| 29 березня 1977   | Бельгія           | 2–1               | Франція           | Кортрейк          |                   |
| 1 червня 1977     | Бельгія           | 0–1               | Болгарія          | Брюссель          |                   |
| 26 жовтня 1977    | Болгарія          | 1–0               | Бельгія           | Бургас            |                   |
| 15 листопада 1977 | Болгарія          | 2–1               | Франція           | Стара Загора      |                   |

### Група 5
|   |           | І | В | Н | П | МЗ | МП | О |
| - | --------- | - | - | - | - | -- | -- | - |
| 1 | Англія    | 4 | 4 | 0 | 0 | 17 | 2  | 8 |
| 2 | Норвегія  | 4 | 2 | 0 | 2 | 6  | 9  | 4 |
| 3 | Фінляндія | 4 | 0 | 0 | 4 | 2  | 14 | 0 |

| Результати матчів | Результати матчів | Результати матчів | Результати матчів | Результати матчів  | Результати матчів |
| Дата              | Господарі         | Рахунок           | Гості             | Місто              |                   |
| ----------------- | ----------------- | ----------------- | ----------------- | ------------------ | ----------------- |
| 27 жовтня 1976    | Фінляндія         | 1–4               | Норвегія          | Гельсінкі          |                   |
| 26 травня 1977    | Фінляндія         | 0–1               | Англія            | Гельсінкі          |                   |
| 1 червня 1977     | Норвегія          | 1–2               | Англія            | Берген             |                   |
| 17 серпня 1977    | Норвегія          | 1–0               | Фінляндія         | Груе               |                   |
| 6 вересня 1977    | Англія            | 6–0               | Норвегія          | Брайтон            |                   |
| 12 жовтня 1977    | Англія            | 8–1               | Фінляндія         | Кінгстон-апон-Галл |                   |

### Група 6
|   |                | І | В | Н | П | МЗ | МП | О |
| - | -------------- | - | - | - | - | -- | -- | - |
| 1 | Чехословаччина | 4 | 2 | 1 | 1 | 7  | 2  | 5 |
| 2 | Шотландія      | 4 | 2 | 1 | 1 | 5  | 4  | 5 |
| 3 | Швейцарія      | 4 | 1 | 0 | 3 | 3  | 9  | 2 |

| Результати матчів | Результати матчів | Результати матчів | Результати матчів | Результати матчів | Результати матчів |
| Дата              | Господарі         | Рахунок           | Гості             | Місто             |                   |
| ----------------- | ----------------- | ----------------- | ----------------- | ----------------- | ----------------- |
| 12 жовтня 1976    | Чехія             | 0–0               | Шотландія         | Пльзень           |                   |
| 30 березня 1977   | Швейцарія         | 2–0               | Шотландія         | Берн              |                   |
| 24 травня 1977    | Чехія             | 4–0               | Швейцарія         | Чеське Будейовіце |                   |
| 7 вересня 1977    | Шотландія         | 3–1               | Швейцарія         | Глазго            |                   |
| 20 вересня 1977   | Шотландія         | 2–1               | Чехія             | Единбург          |                   |
| 5 жовтня 1977     | Швейцарія         | 0–2               | Чехія             | Цюрих             |                   |

### Група 7
|   |           | І | В | Н | П | МЗ | МП | О |
| - | --------- | - | - | - | - | -- | -- | - |
| 1 | Югославія | 4 | 3 | 0 | 1 | 9  | 3  | 6 |
| 2 | Іспанія   | 4 | 2 | 0 | 2 | 5  | 8  | 4 |
| 3 | Румунія   | 4 | 1 | 0 | 3 | 5  | 8  | 2 |

| Результати матчів | Результати матчів | Результати матчів | Результати матчів | Результати матчів | Результати матчів |
| Дата              | Господарі         | Рахунок           | Гості             | Місто             |                   |
| ----------------- | ----------------- | ----------------- | ----------------- | ----------------- | ----------------- |
| 9 жовтня 1976     | Югославія         | 4–1               | Іспанія           | Загреб            |                   |
| 17 квітня 1977    | Іспанія           | 3–0               | Румунія           | Мадрид            |                   |
| 8 травня 1977     | Румунія           | 1–3               | Югославія         | Крайова           |                   |
| 26 жовтня 1977    | Румунія           | 4–0               | Іспанія           | Бухарест          |                   |
| 12 листопада 1977 | Югославія         | 2–0               | Румунія           | Осієк             |                   |
| 30 листопада 1977 | Іспанія           | 1–0               | Югославія         | Ельче             |                   |

### Група 8
|   |          | І | В | Н | П | МЗ | МП | О |
| - | -------- | - | - | - | - | -- | -- | - |
| 1 | Угорщина | 4 | 2 | 2 | 0 | 9  | 1  | 6 |
| 2 | СРСР     | 4 | 2 | 1 | 1 | 5  | 1  | 5 |
| 3 | Греція   | 4 | 0 | 1 | 3 | 1  | 13 | 1 |

| Результати матчів | Результати матчів | Результати матчів | Результати матчів | Результати матчів | Результати матчів |
| Дата              | Господарі         | Рахунок           | Гості             | Місто             |                   |
| ----------------- | ----------------- | ----------------- | ----------------- | ----------------- | ----------------- |
| 9 жовтня 1976     | Угорщина          | 7–0               | Греція            | Кечкемет          |                   |
| 24 квітня 1977    | Греція            | 0–2               | СРСР              | Афіни             |                   |
| 29 квітня 1977    | СРСР              | 0–0               | Угорщина          | Москва            |                   |
| 9 травня 1977     | СРСР              | 3–0               | Греція            | Москва            |                   |
| 17 травня 1977    | Угорщина          | 1–0               | СРСР              | Бекешчаба         |                   |
| 28 травня 1977    | Греція            | 1–1               | Угорщина          | Серрес            |                   |

## Фінальний раунд

### Чвертьфінали
Матчі пройшли 22 березня, матчі-відповіді 5 квітня 1978.
| Команда 1      | Заг.        | Команда 2 | 1-й матч | 2-й матч |
| -------------- | ----------- | --------- | -------- | -------- |
| Данія          | 4 - 4 (гчп) | Болгарія  | 4 - 1    | 0 - 3    |
| Чехословаччина | 5 - 6       | НДР       | 3 - 1    | 2 - 5    |
| Югославія      | 2 - 1       | Угорщина  | 0 - 1    | 2 - 0    |
| Англія         | 2 - 1       | Італія    | 2 - 1    | 0 - 0    |

### Півфінали
Матчі пройшли 19 квітня, матчі-відповіді 26 квітня та 2 травня 1978. 
| Команда 1 | Заг.  | Команда 2 | 1-й матч | 2-й матч |
| --------- | ----- | --------- | -------- | -------- |
| Болгарія  | 3 - 4 | НДР       | 2 - 1    | 1 - 3    |
| Югославія | 3 - 2 | Англія    | 2 - 1    | 1 - 1    |

### Фінал
Матчі пройшли 7 та 21 травня 1978.
| Команда 1 | Заг.  | Команда 2 | 1-й матч | 2-й матч |
| --------- | ----- | --------- | -------- | -------- |
| НДР       | 4 - 5 | Югославія | 0 - 1    | 4 - 4    |

| Чемпіон Європи серед молодіжних команд 1978 |
| ------------------------------------------- |
| Югославія 1-й титул                         |